# 金慶南
金慶南（韓語：김경남，1984年11月26日—），韓國男演員。於2010年贏得男性選美比賽冠軍頭銜後，進入演藝圈，在多部肥皂劇擔綱主演，並以健壯形象著稱。2021年於《結婚作詞，離婚作曲》正式啟用藝名夫裴（부배），但2024年再次改以本名進行演藝活動。

## 職涯
金慶南10歲時，與家人移民至美國。大學期間，便開始兼職模特兒。自華盛頓州立大學經營學系休學後，金慶南於2010年參加韓國《男士健康》舉辦的「第5屆酷男選拔大會」，並獲得了最高榮譽酷男大賞。同年，透過參演《雅典娜：戰爭女神》正式出道。
2014年，被選為KBS 2TV日日劇《布穀鳥巢》的主演，扮演女主角白妍希（張瑞希飾演）的大學後輩。2018年，於MBC日日劇《秘密與謊言》中再次擔綱主演，飾演媒體人尹道彬。
2021年，被林成漢作家相中，參演了她所編劇之TV朝鮮土日劇《結婚作詞，離婚作曲》系列。由於本名和金景南撞名（諺文相同），因此採用林成漢的意見，啟用「夫裴」（부배）作為藝名。金慶南於第2季被提升為主演，並逐漸受到關注。
2024年，棄用藝名，以本名演出tvN月火劇《玩家2》。

## 演出作品

### 電視劇
- 2010年：SBS《雅典娜：戰爭女神》
- 2012年：MBC《兒子傢伙們》飾演 崔秀亨
- 2013年：KBS《劍與花》飾演 英夫
- 2013年：MBC《握住我的手》飾演 姜代理
- 2014年：KBS《布穀鳥巢》飾演 劉成彬
- 2016年：MBC《工作媽媽，育兒爸爸》飾演 朴鎮成
- 2017年：MBC《歸來的福丹芝》飾演 朴宰英
- 2018年：MBC《秘密與謊言》飾演 尹道彬
- 2020年：SBS《Alice》飾演 奇鐵岩
- 2021-2022年：TV朝鮮《結婚作詞，離婚作曲》飾演 誓東馬（共3季）
- 2024年：tvN《玩家2》飾演 傑佛瑞·鄭

## 外部連結
- 金慶南的Instagram帳戶